# Erasure (ROUAGEの曲)
「erasure」（イレージャー）は、インディーズ時代のROUAGEが1995年1月7日大阪ウォーホールで行われたライブにて配布したシングルCD。
一般的なレコード店では販売されていないが、インディーズ時代の楽曲を集めたベスト盤「-312604806-」にリミックス＆リマスタリングを施したものが収録されている。

## 収録曲
1. erasure
  - 作詞：KAZUSHI／作曲：ROUAGE